# 미야와키 가린
미야와키 가린(일본어: 宮脇 花綸, 1997년 2월 4일~)은 일본의 펜싱 선수로 주 종목은 플뢰레이다. 2024년 하계 올림픽 여자 플뢰레 단체전에서 동메달을 획득했으며 세계 선수권 대회에서 동메달 1개를 획득했다.